# Dragan Kićanović
Dragan Kićanović  (en serbio: Драган Кићановић; Čačak, Yugoslavia, 17 de agosto de 1954) es un exjugador profesional de baloncesto serbio que durante las décadas de 1970 y 1980 fue uno de los más destacados jugadores europeos como lo demuestra el hecho de que fuera galardonado con los premios de Mr. Europa: Jugador europeo del año y el Euroscar: Jugador europeo del año, en 1981 y 1982 respectivamente. 
Medía 1,91 metros y ocupaba la posición de escolta. Fue un gran anotador y la desintegración de Yugoslavia le ha dejado para la historia como el máximo anotador de todos los tiempos de la liga de baloncesto de Yugoslavia con 5485 puntos.
Como profesional, a nivel de clubes Kićanović ganó dos títulos consecutivos de la Copa Korac cuando militaba en las filas del KK Partizan de Belgrado en 1978 y 1979, así como una Copa Saporta jugando para el Scavolini Pesaro en 1983. 
Con la Selección yugoslava, en la que participó durante una década (de 1973 a 1983) se proclamó campeón en 3 ocasiones del Eurobasket (1973, 1975 y 1977) y se hizo con la medalla de plata en los Juegos Olímpicos de Montreal 1976 y con la de oro cuatro años después en los Juegos Olímpicos de Moscú 80. En sus participaciones en Campeonatos del mundo de baloncesto, logró un total de 3 medallas: Oro en 1978, plata en 1974, edición en la que además fue elegido MVP del torneo y bronce en 1982 en la que finalizó la competición como máximo anotador de la misma con 190 puntos. 
En 2010 se anuncia su próxima incorporación junto con otros grandes baloncestistas, entrenadores, dirigentes europeos en el prestigioso FIBA Hall of Fame

## Equipos
- 1972-1973 KK Borac Čačak
- 1973-1981 Partizan de Belgrado
- 1981-1983 Scavolini Pesaro
- 1983-1984 Racing Paris